# Maya Angelou

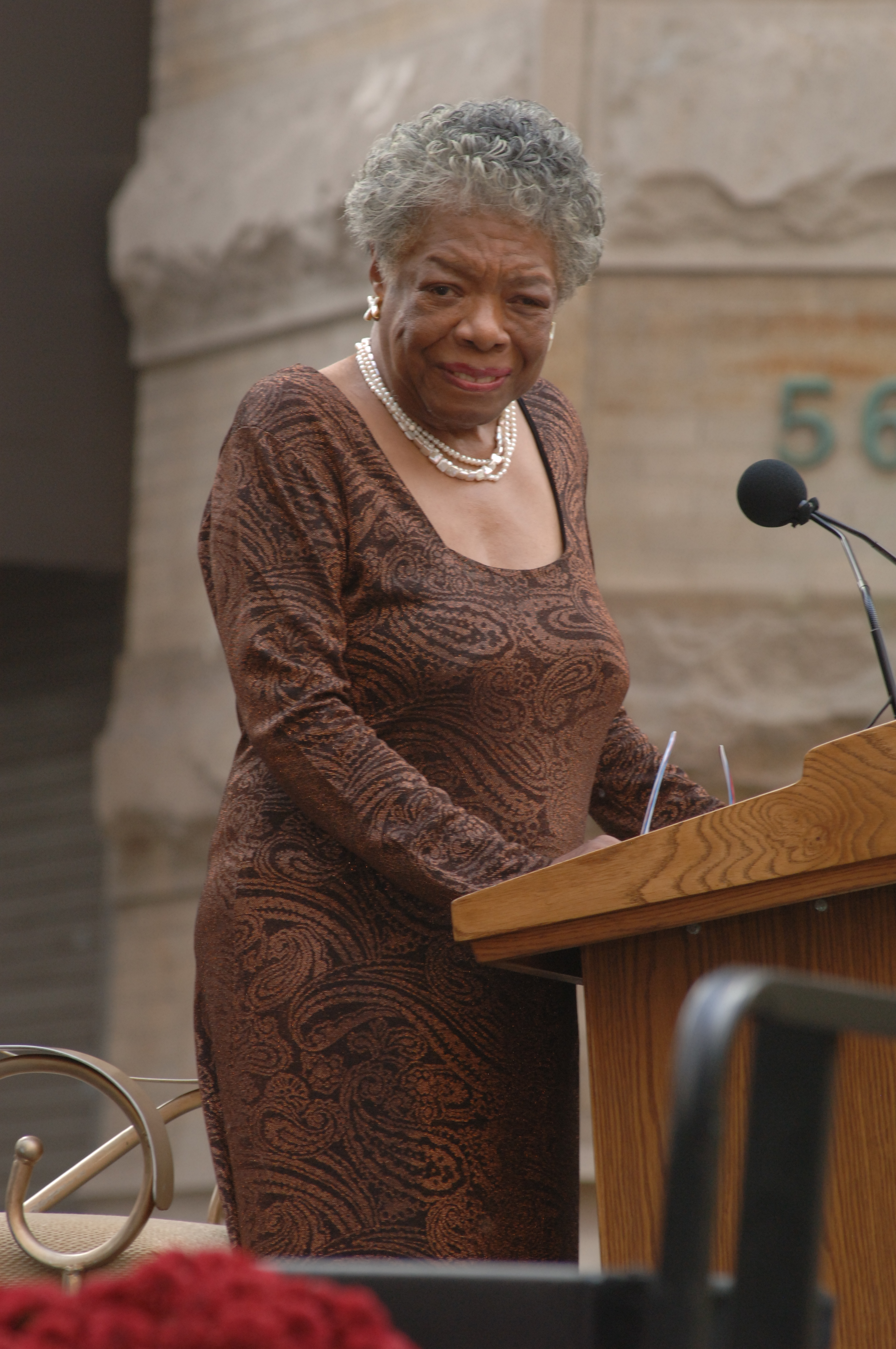
Maya Angelou, 2007

Maya Angelou (ˈmaɪ.ə ˈændʒəloʊ;) (* 4. April 1928 in St. Louis, Missouri als Marguerite Annie Johnson; † 28. Mai 2014 in Winston-Salem, North Carolina) war eine US-amerikanische Schriftstellerin, Professorin und Bürgerrechtlerin. Sie war eine wichtige Persönlichkeit der Bürgerrechtsbewegung der Afroamerikaner in den USA. International bekannt wurde der erste Teil ihrer Autobiographie I Know Why the Caged Bird Sings (1970), die auf Deutsch erstmals 1980 unter dem Titel Ich weiß, warum der gefangene Vogel singt erschien.

## Kindheit und frühes Leben
Marguerite Annie Johnson war die Tochter von Bailey Johnson (Marineangehöriger und Türsteher) und Vivian (Baxter) Johnson (Krankenschwester und Croupier). Ihr älterer Bruder Bailey Jr. gab Maya ihren Namen – er ist eine Abänderung von „My“ oder „Mya Sister“ – „Meine“ oder „Meine Schwester“. 1931 ließen sich ihre Eltern scheiden und schickten die Dreijährige zusammen mit ihrem vierjährigen Bruder alleine im Zug zu ihrer in Stamps, Arkansas, lebenden Großmutter Annie Henderson. Maya Angelou beschreibt ihre Großmutter als eine Afroamerikanerin, die in der Zeit der Großen Depression relativ wohlhabend gelebt habe. Als Inhaberin eines Gemischtwarenladens habe sie Grundnahrungsmittel und andere Waren des täglichen Gebrauches auch in schweren wirtschaftlichen Zeiten verkaufen können. Außerdem habe ihre Großmutter „weise und ehrlich investiert“.
Nach vierjähriger Trennung erschien Angelous Vater „ohne Warnung“ in Stamps und brachte sie zu ihrer Mutter nach St. Louis zurück. Maya wurde im Alter von acht Jahren vom Freund der Mutter vergewaltigt, einem Mann namens Freeman. Maya verschwieg zuerst die Identität des Täters, da er damit gedroht hatte, ihren Bruder zu ermorden. Jedoch vertraute Maya sich später ihrem Bruder Bailey an, woraufhin Freeman festgenommen wurde. Er verbrachte einen Tag im Gefängnis und wurde dann auf Kaution aus der Haft entlassen. Später wurde er zu einem Jahr Gefängnis verurteilt. Bevor er diese Haftstrafe antreten konnte, wurde er erschlagen von der Polizei aufgefunden. Maya wurde stumm, nachdem sie das erfahren und da sie ihrem Bruder seinen Namen offenbart hatte (Zitat: „The power of my words led to someone’s death.“ Deutsch: „Die Kraft meiner Worte führte zu jemandes Tod“).
Immer noch stumm, wurde sie nach vier Jahren wieder zu ihrer Großmutter nach Stamps gebracht. Durch die gut mit der Familie befreundete Lehrerin Bertha Flowers fand sie ihre Stimme wieder. Diese brachte Maya verschiedene Bücher und machte sie mit zahlreichen Autoren bekannt, wie Charles Dickens, William Shakespeare, Edgar Allan Poe und James Weldon Johnson. In ihrem Buch I know why the caged bird sings zitiert Maya ihre Lehrerin: „Du liebst die Poesie nicht. Du wirst sie nie lieben, bis du sie sprichst. Bis sie über deine Zunge durch deine Zähne über deine Lippen kommt, wirst du die Poesie nie lieben.“ Diese Aussage von Mrs. Flowers bewegte Maya dazu, wieder anzufangen zu sprechen. Zuerst zitierte sie für sich alleine aus den Büchern und begann irgendwann, wieder normal zu sprechen. Flowers machte Maya außerdem mit afroamerikanischen Künstlerinnen wie Frances Harper, Anne Spencer und Jessie Fauset bekannt. Besonders beeindruckt war Angelou von William Shakespeare und vor allem seinem Sonett 29, welches mit den Worten beginnt: „When, in disgrace with fortune and men's eyes, I all alone beweep my outcast state And trouble deaf heaven with my bootless cries, And look upon myself and curse my fate“, deutsch: „Wenn ich, von Gott und Menschen übersehn, Mir wie ein Ausgestoßener erscheine, Und, da der Himmel nicht erhört mein Flehn, Dem Schicksal fluche und mein Los beweine“. Angelou fand sich in diesem Sonett wieder und erzählte immer wieder: „ich dachte: Shakespeare ist ein schwarzes Mädchen“.
Mit 14 zog Maya Angelou zusammen mit ihrem Bruder wieder zu ihrer Mutter, die inzwischen in Oakland, Kalifornien, wohnte. Sie schloss die Highschool mit 17 Jahren ab und begann schon vor ihrem Abschluss, als erste afroamerikanische Straßenbahnschaffnerin in San Francisco zu arbeiten, kellnerte in Nachtclubs, arbeitete als Köchin und kurz auch als „Madam“ (Zuhälterin). Ebenfalls mit 17 Jahren bekam sie ihren Sohn Clyde, der sich später in Guy Johnson umbenannte.

## Karriere und Privatleben
1951 heiratete sie den griechischen Elektriker und angehenden Musiker Tosh Angelos. Jedoch hielt diese Ehe nur sehr kurz bis 1954. Im gleichen Jahr änderte sie ihren Namen auf Empfehlung ihres Managements als Calypso-Tänzerin von „Marguerite Johnson“ oder „Rita“ zu „Maya Angelou“. Sie war als Sängerin und Tänzerin zunehmend erfolgreich und tourte von 1954 bis 1955 mit Porgy and Bess durch Europa. Ihre Aufenthalte in den jeweiligen Ländern nutzte sie zum Erwerb von Sprachkenntnissen. Als Tänzerin war sie auch an der Uraufführung von Max Roachs Freedom Now Suite beteiligt. 1956 veröffentlichte sie darüber hinaus ihr einziges Album als Sängerin, Miss Calypso.
1959 traf sie den Schriftsteller John Oliver Killens, welcher sie dazu bewegte, nach New York City zu ziehen, um sich auf das Schreiben zu konzentrieren. Sie trat der Harlem Writers Guild bei, wo sie Kontakte zu bedeutenden afroamerikanischen Autoren wie John Henrik Clarke, Rosa Guy, Paule Marshall und Julian Mayfield schloss und zum ersten Mal Werke veröffentlichte.
1960 hörte und traf Maya Angelou erstmals den Bürgerrechtler Martin Luther King. Daraufhin organisierte sie zusammen mit Killens das „Kabarett für die Freiheit“ zu Gunsten der Southern Christian Leadership Conference SCLC, worauf sie zur nördlichen Koordinatorin benannt wurde.
1961 ging sie mit dem südafrikanischen Freiheitskämpfer Vusumzi Make nach Afrika. Zuerst lebte sie in Kairo und arbeitete bei der englischsprachigen Zeitung The Arab Observer. Nachdem sie sich 1962 von Make getrennt hatte, zog sie mit ihrem Sohn Guy nach Ghana und arbeitete bis 1965 an der Universität von Ghana. Außerdem war sie Redakteurin bei The African Review und freie Journalistin für die Ghanaian Times. Die Jahre 1957 bis 1962 beschrieb sie im autobiographischen Band The Heart of a Woman. Der Titel wurde von einem Gedicht von Georgia Douglas Johnson übernommen, einer Vertreterin der Harlem Renaissance.
In Ghana freundete sie sich bei dessen vielen Besuchen mit Malcolm X an. 1965 kehrte sie nach Amerika zurück und half Malcolm X, die Organisation für Afrikanische Einheit aufzubauen. Kurze Zeit später, am 21. Februar 1965, wurde er ermordet.
1968 wurde sie von Martin Luther King Jr. gebeten, einen Marsch zu organisieren, jedoch wurde auch dieser Freund Mayas am 4. April 1968 ermordet. Maya Angelou war am Boden zerstört über die Ermordung zwei ihrer Freunde und wichtigsten Figuren der afroamerikanischen Freiheitsbewegung. Jedoch fand sie Halt in ihrem Freund James Baldwin. Beim gemeinsamen Besuch einer Dinner Party wurde sie von dem Random-House-Redakteur Robert Loomis dazu ermutigt, ein Buch über ihr Leben zu verfassen. Daraufhin verfasste sie ihre erste Autobiografie I Know Why the Caged Bird Sings, welche internationale Bekanntheit und Anerkennung erlangte.
Obwohl Maya Angelou keinen Universitätsabschluss hatte, wurde sie 1982 als Hochschullehrerin für American Studies an die Wake Forest University in Winston-Salem berufen. Sie war zuvor schon Gastprofessorin mehrerer Universitäten. Außerdem verfasste sie Drehbuch und Musik für den Film Georgia, Georgia. Der XM-Satellitensender übertrug einmal wöchentlich ihre Talkshow auf dem Oprah-Winfrey-Kanal. Angelou war auch als Lyrikerin aktiv.

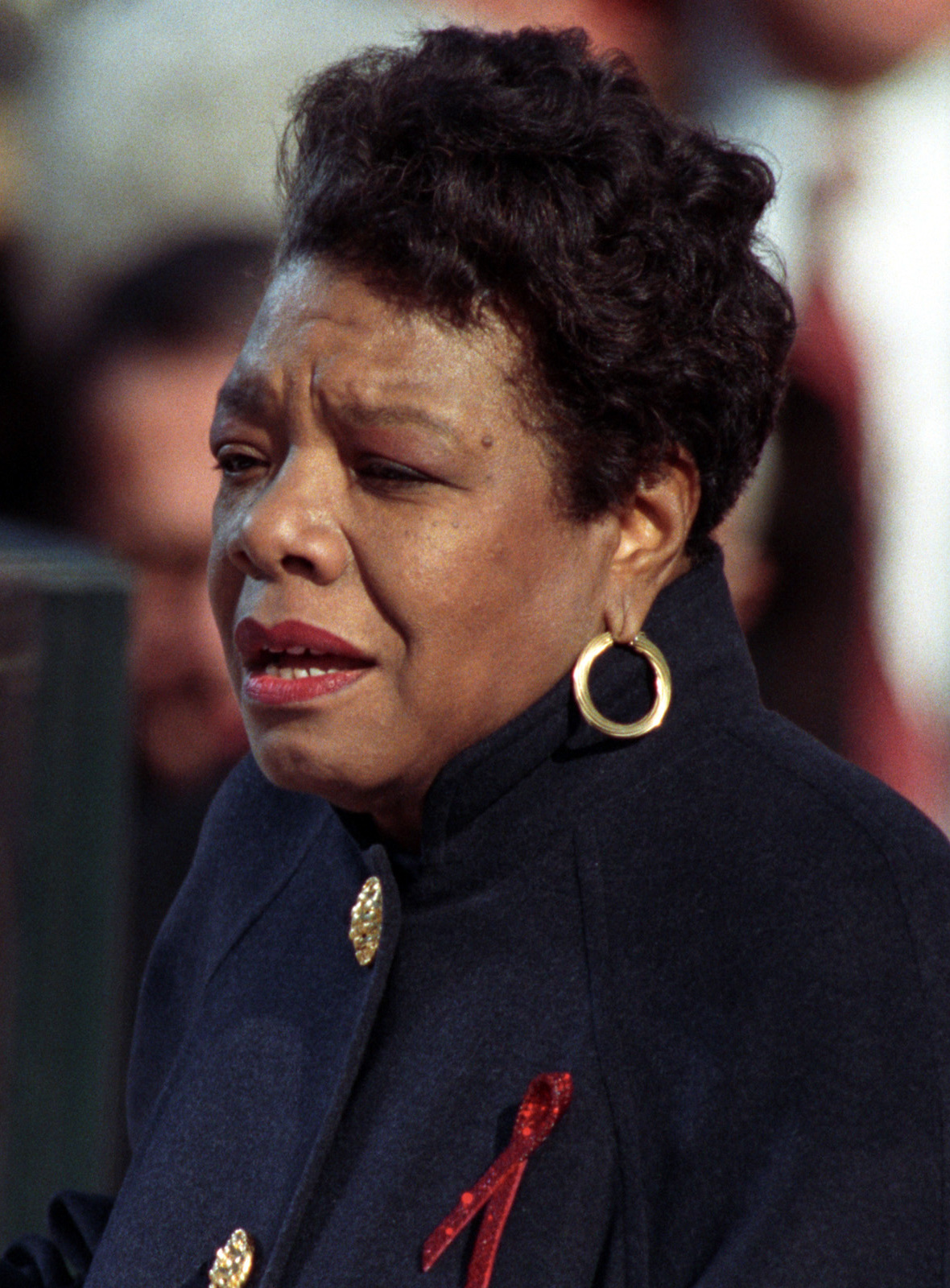
Maya Angelou rezitiert ihr Gedicht „On the Pulse of Morning“ bei der ersten Amtseinführung von US-Präsident Bill Clinton am 20. Januar 1993

Maya Angelou las bei der Amtseinführung des amerikanischen Präsidenten Bill Clinton am 20. Januar 1993. Damit war sie nach Robert Frost, der 1961 bei der Amtseinführung von John F. Kennedy sprach, die erste Dichterin, der diese Ehre zuteilwurde. Infolge dieses Auftritts wurde sie gebeten, für die Vereinten Nationen 1995 beim Millionen-Mann-Marsch zu rezitieren. Hier las sie ihr Gedicht A Brave And Startling Truth. Angelou war seit ihrer Jugend Anhängerin der Unity Church of Christianity.
Bei der Trauerfeier für Michael Jackson im Staple Center in Los Angeles am 7. Juli 2009 trug die Sängerin und Schauspielerin Queen Latifah Angelous Gedicht We had him vor. Im Jahr 2008 unterstützte sie zuerst die Präsidentschaftskampagne von Hillary Clinton. Nachdem Barack Obama die Vorwahlen gewonnen hatte, verschob sie ihre Unterstützung zu seiner Kampagne und sprach öffentlich auf einigen Wahlveranstaltungen. Als dieser als erster afroamerikanische Präsident vereidigt wurde, sagte Angelou: „Wir wachsen über die Idiotie von Rassismus und Sexismus hinaus.“
Anlässlich des Todes von Nelson Mandela im Dezember 2013 schrieb Maya Angelou das Gedicht His Day is Done und stellte es als Video ins Internet, eine Geste der Wertschätzung der bereits kranken Autorin und Bürgerrechtlerin, die nicht mehr an den Trauerfeierlichkeiten in Südafrika teilnehmen konnte.
Im Jahr 2013 veröffentlichte Angelou ihre siebte Biografie einer Serie, die sie Mom, Me & Mom nannte, und welche ihre Beziehung zu ihrer Mutter fokussiert.
Angelou verstarb am 28. Mai 2014 in Winston-Salem, North Carolina. Am 4. April 2018 erinnerte die Suchmaschine Google in Form eines Doodles an ihren 90. Geburtstag.

## Preise und Auszeichnungen

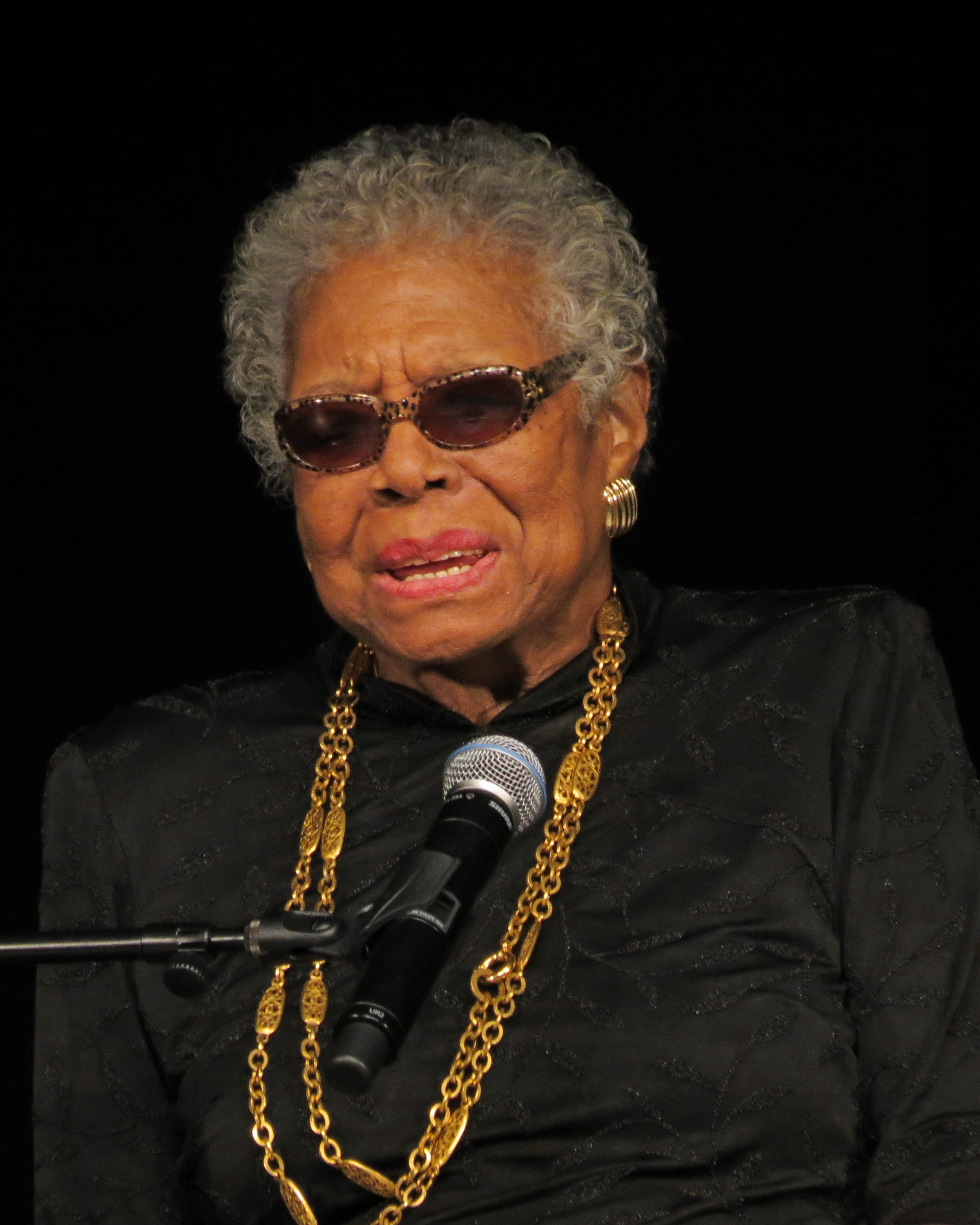
Maya Angelou, 2013

Sie wurde in die Anthologie Daughters of Africa aufgenommen, die 1992 von Margaret Busby in London und New York herausgegeben wurde.
Als Broadwaystar in „Look Away“ nominierte man sie für einen Tony Award und für ihre Rolle in der Fernsehserie Roots für einen Emmy. Als Autorin erhielt sie zahlreiche Ehrungen, vom Quill Award für Dichtung bis zur Mutter-Teresa-Auszeichnung (beide 2006). 1993 trug sie bei der Amtseinführung von Präsident Clinton ihr Gedicht „On the Pulse of Morning“ vor. Die Hörbuch-Ausgaben ihrer Bücher brachten ihr mehrere Grammy-Preise ein. Darunter zum Beispiel „A Song Flung Up To Heaven“, welcher 2002 das „Best Spoken Word Album“ gewann.
Die Michigan State University verlieh ihr 2005 die Ehrendoktorwürde.
2011 erhielt sie mit der Presidential Medal of Freedom die höchste zivile Auszeichnung der USA.
Als erste schwarze Frau der Geschichte wurde sie mit einer Vierteldollar-Münze geehrt. Als erste Ausgabe der Serie America Women Quarters erschien die Münze am 3. Januar 2022. Das 25-Cent-Stück zeigt Angelou mit ausgebreiteten Armen vor einer Vogel-Silhouette im Hintergrund. Auf der Vorderseite befindet sich wie üblich ein Porträt des ersten US-Präsidenten George Washington.

## Werke

### Autobiographisches
- I Know Why the Caged Bird Sings (1969): Bis 1944 17. Lebensjahr
  - Ich weiß, daß der gefangene Vogel singt. Übersetzung von Harry Oberländer, Stroemfeld, Basel / Verlag Roter Stern, Frankfurt am Main 1980, ISBN 3-87877-134-7; Fischertaschenbuch 4742, Frankfurt am Main 1990, ISBN 3-596-24742-X.
  - Ich weiß, warum der gefangene Vogel singt. Übersetzung von Harry Oberländer, Unionsverlag, Zürich 2000, ISBN 3-293-20163-6; Suhrkamp, Berlin 2018, ISBN 3-518-46897-9.
- Gather Together in My Name (1974): 1944–1948
  - Was für immer mir gehört.  Übersetzung von Melanie Walz, Suhrkamp, Berlin 2020
- Singin' and Swingin and Getting Merry Like Christmas (1976): 1949–1955
  - Nur mit meiner Stimme. Übersetzung von Gesine Schröder, Suhrkamp, Berlin 2021
- The Heart of a Woman (1981): 1957–62
  - Was die Wahrheit uns bedeutet. Übersetzung von Gesine Schröder, Suhrkamp, Berlin 2022
- All God’s Children Need Traveling Shoes (1986): 1962–65
  - Ich kenne einen Ort weit weg von hier. Übersetzung von Marieke Heimburger, Suhrkamp, Berlin 2022, ISBN 978-3-518-47242-2.
- A Song Flung Up to Heaven (2002) – erhielt 2003 einen Grammy: 1965–68
- Mom & Me & Mom (2013): Zusammenfassung

### Persönliche Betrachtungen
- Wouldn’t Take Nothing for My Journey Now (1993)
- Even the Stars Look Lonesome (1997)

### Kinderbücher
- Life Doesn’t Frighten Me (1993)
- My Painted House, My Friendly Chicken and Me (1994)
- Kofi and His Magic (1996)

### Lyrik
- Phänomenale Frauen – Gedichte. Ausgewählt und übersetzt von Judith Zander, Suhrkamp Verlag, Berlin 2020, ISBN 978-3-518-47098-5
- "On the Pulse of Morning", teilt viele Themen der Antrittsrede Clintons, darunter Veränderung, Verantwortung und die Rolle des Präsidenten und der Bürger bei der Schaffung wirtschaftlicher Sicherheit.